# Conteville (Eure)
Conteville település Franciaországban, Eure megyében. Lakosainak száma 1032 fő (2022. január 1.). Conteville Berville-sur-Mer és Foulbec községekkel határos.

## Népesség
A település népességének változása:
| Lakosok száma | 470  | 580  | 701  | 821  | 950  | 973  | 999  | 1010 | 1015 | 1032 |
|               | 1968 | 1982 | 1990 | 2006 | 2013 | 2015 | 2017 | 2019 | 2020 | 2022 |